# ЦЗ П-10 Ц
ЦЗ П-10 Ц је компактни полуаутоматски пиштољ направљен од стране Чешке збројовке у Чешкој. Представљен је у 2017. посије развоја који је почео 2014. Пиштољ је дизајниран за самоодбрану и за кориштњењ у оружаним снагама (иако се не спомиње употреба од стране службених оружаних снага било које земље од 2018. године).
ЦЗ П-10 Ц има механички и тремално стабилам полимерски рам појачан са стакленим влакнима и три међусобно измјенњиве позадине. Магацин је компатибилан са са CZ P-07 али не и обрнуто.
ЦЗ П-10 Ц је директни конкурент глоку 19. Пиштољи имају јако сличне карактеристике али је Глок лакши за 63 грама и краћи је за десетину инча и има другачији угао држања.

## Историја
ЦЗ П-10 Ц је први нападачки пиштољ направљен од стране Чешке збројовке. C у имену значи за компакт. Ергономија П-10 Ц је слична са ЦЗ 75 са ново дизајнираним системом за окидање како би био „ефикаснији и лакши за руковање."

## Детаљи дизајна
CZ P-10 C је нападачки полуаутоматски пиштољ. Овај окидачки систем спречава оружје од опаљења осим ако окидач није у потпуности притиснут, чак иако се пиштољ испусти. Остале сигурносне карактеристике укључују блокирање ударне игле што механички спречава ударну иглу. Овај пиштољ нема могућност одвајања магацина који спречава који спречава опаљење када је магацин одвојен.
Рам је направљен од полимера ојачаног влакнима док је клизач направљен од нерђајућег челика. Одвајање магацина и клизача су за оборуке. Цијев је од хладнокованог челика са црним нитридним завршавањем. Нишани пиштоља су жељезни са системом три тачака који постају ноћни нишани када су изложени свјетлу.
Заштита окидача је велика како би одговарала разним ширинама прстију и омогућава пуцање док носите рукавице. Заштита окидача је подрезана ради ергономског постављања. Додатне ергономске карактеристике укључују три различите величине задњег ремена, стезање на све четири стране рукохвата и близу отпуштања клизача и „дубоко седло одмах испод клизача."
ЦЗ П-10 Ц фабрички окидач има кратко ресетовање које је тактилно и звучно. Притисак окидача је оцјењен на 200,2N.
Нови П-10 Ц пиштољ из ЦЗ испоручује се у пластичном коферу са ручицом за закључавање, два магацина капацитета 15 метака, кабловском бравом, шипком и четкицом за чишћење, и упутство за упоребу. Рукохвати су полимерски и имају три различите величине; они клизе по шини и игла закључава рукохват на оквиру.

## Варијанте
У септембру 2018, новинари су погледали нови модел пиштоља П-10 Ц. Ова нова верзија је спремна за оптику, али на располагању је плоча која покрива глодање ако се не додаје оптика. Задњи нишани и тражило су ажурирани за бољу тачност. И, билатерална дугмад за отпуштање магацина су замјењена већим дугматом који се може окренути.
ЦЗ је представио модел пуне величине (П-10 Ф) и субкомпакт (П-10 С) П-10 у октобру 2018. Док је П-10 Ц имао 10,2 cm цијев, модел пуне величине је имао 11,43 cm цијев и субкомпакт је имао 8,89 cm цијев. Модел пуне величине држи 19+1 метака а субкомпакт 12+1 метака. Као нови П-10 Ц модел представљен у септембру, оба имају спремну оптику.

## Корисници
Пољска
- Централни антикорупциони биро[15]—100
- Customs Service[16]—око неколико десетина.
- Гранична стража (Пољска)[17]—1600 примјера по наруџби са опцијом за још 600.

## Награде
ЦЗ П-10 Ц је био награђен Пиштољм године 2017 наградом од стране Оружје и муниција магазина.